# Loch Dubh an Iònaire
Loch Dubh an Iònaire ist ein Süßwassersee auf der schottischen Hebrideninsel South Uist beziehungsweise in der traditionellen Grafschaft Inverness-shire.

## Beschreibung
Der See liegt auf einer Höhe von vier Metern über dem Meeresspiegel im Nordwesten der dünn besiedelten Insel South Uist. Er befindet sich in einem durch zahlreiche kleine Seen geprägten Gebiet der Insel. Vor dem Westufer erhebt sich der 124 Meter hohe Ruaval, die mit Abstand höchste Erhebung der Insel. In einer äußerst dünn besiedelten Region gelegen, sind seine Ufer unbesiedelt. Die nächstgelegene Siedlung ist die zwei Kilometer östlich gelegene Streusiedlung Lochcarnan. Zweihundert Meter westlich des Loch Dubh an Iònaire verläuft die A865, die Hauptverkehrsstraße der Insel.
Der unregelmäßig geformte Loch Dubh an Iònaire weist eine maximale Länge von 0,54 Kilometern bei einer maximalen Breite von 0,27 Kilometern auf, woraus sich eine Seefläche von neun Hektar und ein Umfang von zwei Kilometern ergeben. Die mittlere Tiefe des Loch Dubh an Iònaire beträgt 5,4 Meter, woraus ein Volumen von 473.098 Kubikmetern resultiert. Sein Einzugsgebiet umfasst 53 Hektar und besteht zu etwa 72,5 % aus Moorlandschaften, während Grundwasser 26 % des Zuflusses ausmacht. Das Einzugsgebiet erstreckt sich im Wesentlichen nach Nordosten und Südwesten und umfasst mehrere kleine Seen. Der See verfügt über keine benannten Zuflüsse. Vom Südufer fließt ein unbenannter Bach ab, der etwa 300 Meter südlich in den Loch Bee mündet, den größten See der Insel. Dieser entwässert reguliert sowohl an der Ostküste in die Meeresbucht Loch Skiport an der Schottischen See als auch im Norden in den South Ford, welcher die Schottische See mit dem Atlantik verbindet.